# 普兰风毛菊
普兰风毛菊（学名：Saussurea abnormis）为菊科风毛菊属下的一个种。

## 扩展阅读
- 維基物種上的相關：普兰风毛菊